# Dassault Falcon 50

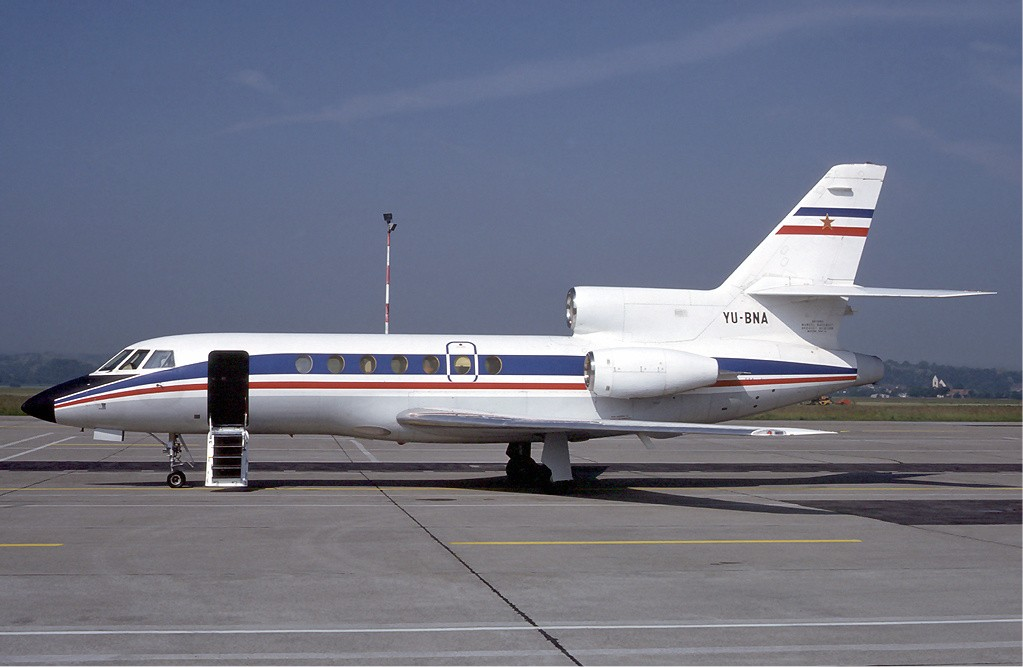
Фалькон 50 югославского правительства, 1984 год

Dassault Falcon 50 — реактивный трёхдвигательный административный самолёт большой дальности. Основан на двухдвигательном Dassault Falcon 20 и является его развитием. Также Dassault Falcon 900 основан на этой модели; позднее эта модель стала Falcon-ом 50 EX.
Производство этого самолёта было прекращено в 2008 году.

## История
В начале 1970-х Dassault начала разработку нового бизнес-джета. Этот самолёт в отличие от самолётов Dassault Falcon 10 и Dassault Falcon 20 должен был предназначаться для более широкого круга пользователей. В частности, самолёт должен был быть способен спокойно пересекать Атлантику или летать с западного на восточное побережье США. Чтобы в то время самолёт мог пересекать Атлантику, ему требовался не только больший объём баков и усиленные крылья, но и стали необходимы три двигателя, вместо двух. Дело в том, что уже в 1950-е годы ограничения на маршруты для самолётов с тремя двигателями были уже практически сняты, в то время, как для двухдвигательных самолётов ещё существовало жесткое правило полёта в часовой удаленности от ближайшего аэропорта, что делало такие самолёты мало пригодными для полётов над Атлантикой. (A330 куда позже изменил эти правила)
7 ноября 1976 года пилоты Эрве Лепренс-Ринге и Жерар Жойёз первый раз запустили двигатели у самолёта на аэродроме в Бордо и, наконец, совершили первый полёт прототипа. Однако ровно через месяц было принято решение о разработке нового сверхкритического (более скоростного) крыла. Самолёт с таким крылом впервые полетел 6 мая 1977 года. Таким образом Falcon 50 стал первым коммерческим самолётом с такими крыльями. Эти крылья оказались спроектированы столь хорошо, что и в Dassault Falcon 900 и в Dassault Falcon 2000 они были приняты практически без дополнительных изменений.
Серийное производство самолёта началось в 1976 году. Разделение же работ между Dassault и Aérospatiale было таким:
- Фюзеляж производился Aérospatiale в Сент-Назаре.
- На заводе Dassault в Colomiers производилось крыло Falcon-а 50.
- И завод Dassault в Бордо (Merignac) осуществлял окончательную сборку и лётные испытания самолёта.

## Дизайн
Dassault Falcon 50 это трёхмоторный низкоплан с S-образным каналом для третьего двигателя. Двигатели у него Garret TEF731-3-1C компании Garrett AiResearch (позднее она стала называться Honeywell International). Их тяга 15.6 кН. Дальность полёта составляет 5830 км при полной загрузке и скорости равной 0,8 Маха. Швейцарские военные используют этот самолёт на больших дальностях (до 6480 км), но это вероятно связано с уменьшением загрузки и хорошим расчётом по топливу. Высота салона составляет 1,8 метра, ширина салона — 1,86 метра, длина салона — 7,16 метра. В салоне могут разместиться до 8–9 пассажиров.

## Falcon 50 EX
О развитии этой модели Dassault объявил 26 апреля 1995 года. Первый полёт прототипа из аэропорта Бордо состоялся 10 апреля следующего года, а заказчику первый самолёт был поставлен ещё год спустя. Falcon 50 EX полностью заменил в производстве обычный Falcon 50. Производство модели закончилось в январе 2008 года. Самым большим изменением было оснащение самолёта более новым двигателем Garrett TFE731-40. Хотя этот двигатель имеет ту же взлётную тягу, что и предыдущий, он, все же, является более мощным на большой высоте, так как у него повышена рабочая температура перед турбиной, что уменьшает потери на большой высоте. Вместе с другими мерами (такими как включение FADEC), это позволяет двигателю работать приблизительно на 7 % лучше прежнего, и при этом допускается более широкий диапазон изменений при работе двигателя. Кроме того, двигатель реже требует технического обслуживания.
Кабина также была модернизирована и оснащалась авионикой Pro-Line 4 от Rockwell Collins и CRT-EFIS дисплеями. Как опция предлагался даже наголовный дисплей (такие используются в истребителях).

## Предполагаемое дальнейшее развитие
Поскольку Falcon-ов 50 и 50 EX достаточно много летает, компания Aviation Partners Inc. разработала для них новые законцовки крыла. Также эта компания производит законцовки для Dassault falcon 900LX и для Dassault falcon 2000LX. Так что законцовки крыла для этого falcon-а как бы смесь из законцовок для 900-го и для 2000-го.
Предполагалось дальнейшее развитие самолёта в классе «супер-средний» и компания Dassault даже выбрала двигатели RB282 для прототипа, но начался кризис 2008 года и всё эти планы рухнули. Сейчас говорится, что самолёт Falcon 5X впервые полетит в 2016 или 2017 годах, при этом, что интересно, двигатель у него будет Snecma Silvercrest.

## Операторы

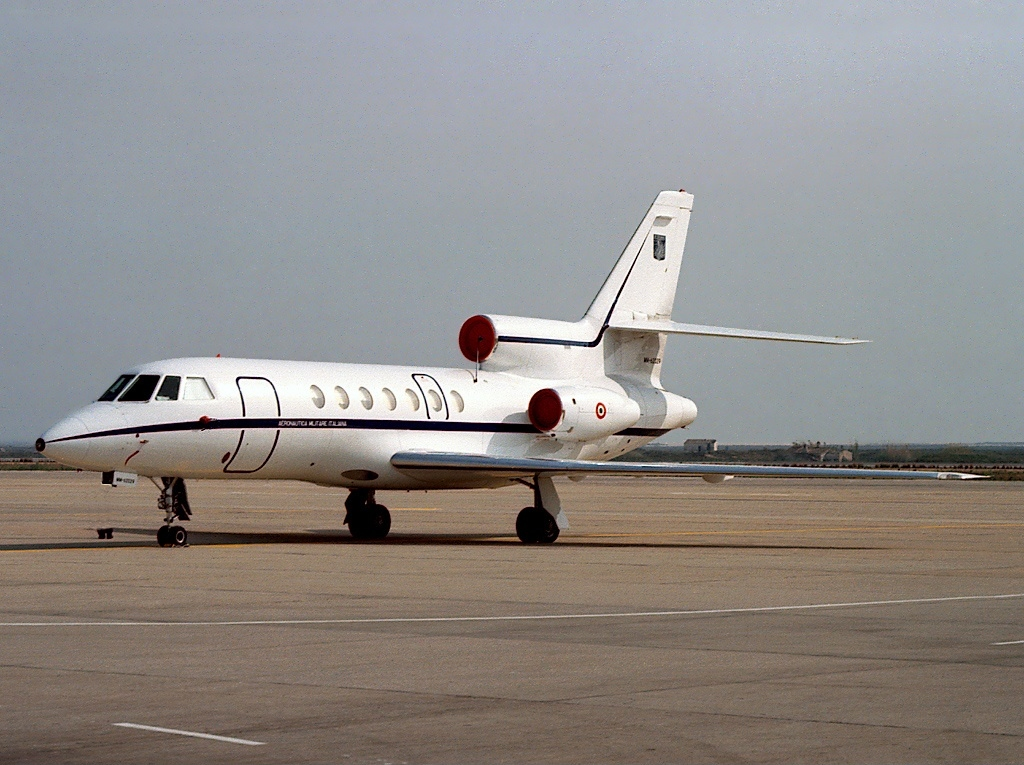
Dassault Falcon 50, итальянские ВВС

- Франция — французские ВВС.
- Иран — иранские ВВС и Meraj air
- Италия — итальянские ВВС
- Марокко — марокканские ВВС
- Португалия — португальские ВВС
- ЮАР — южноафриканские ВВС
- Венесуэла — венесуэльские ВВС
- Украина — авиакомпания CABI

## Бывшие операторы
- Бенин
- Болгария — болгарские ВВС
- Бурунди
- Джибути — ВВС джибути
- Египет
- Ирак

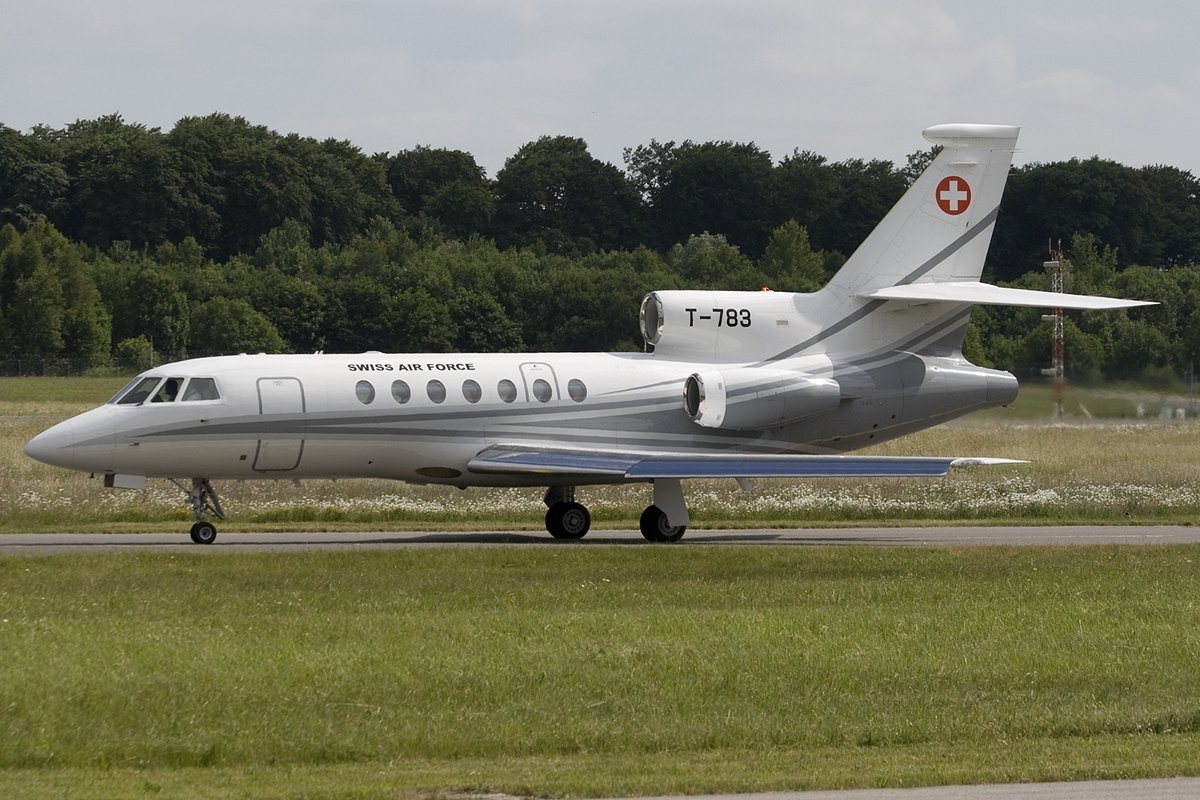
Dassault Falcon 50, швейцарские ВВС

- Иордания — королевские иорданские ВВС и королевские иорданские авиалинии (Royal Jordanian Airlines)
- Ливия
- Руанда
- Сербия
- Испания — испанские ВВС
- Судан
- Швейцария — швейцарские ВВС

## Технические характеристики Falcon 50 и Falcon 50 EX
Основные характеристики
- Экипаж: 2 чел.
- Пассажировместимость: 8-9 пассажиров
- Длина: 18,52 метра (как для 50, так и для 50 EX)
- Размах крыла: 18,86 метра
- Высота: 6,98 метра
- Угол стреловидности крыла: 29 градусов
- Площадь крыла: 46,83 м²
- Пустой вес: 9163/9600 килограмм (для 50/50 EX)
- Максимальный взлётный вес: 17600/18000 килограмм (50/50 EX)
- Двигатели: Honeywell TFE731-3-1C/TFE731-40 с взлётной тягой 15,6 кН каждый

Полётные характеристики
- Максимальная скорость в стоячем воздухе (воздушная/приборная скорость): 0,86 Max или 915 км/ч, 568 mph
- Максимальная крейсерская скорость: 0,82 Мах или 888 км/ч

По другим данным максимальная крейсерская 0,8 Max
- Длительная крейсерская скорость: 800 км/час или 0,75 Мах
- Дальность: 5830/6047, по другим данным 6480 км
- Максимальная высота полёта: 13700 метров, по другим данным 14935 метров
- Скорость сваливания: 126 км/ч или 83 км/ч с закрылками 48

Габариты кабины:
- Длина салона: 7,41 м
- Ширина салона: 1,83 м
- Высота салона: 1,77 м
- Объём багажника: 2,0 м³

## Потери самолётов
По данным на 16 мая 2020 было потеряно 8 самолётов типа Falcon 50, в результате катастроф погибли 24 человека.
| Дата       | Бортовой номер | Владелец                    | Место катастрофы         | Жертвы  | Краткое описание |
| ---------- | -------------- | --------------------------- | ------------------------ | ------- | --- |
| 12.05.1985 | N1181G         | William Wrigley Jr. Co.     | Лейк-Дженива             | 0/6     | Грубая посадка до ВПП. |
| 10.11.1985 | N784B          | Nabisco Brands, Inc.        | близ Аэропорта Тетерборо | 3+1+2/2 | Из-за ошибки диспетчера столкнулся с Piper PA-28-181 Archer и рухнул на жилой дом. |
| 06.04.1994 | 9XR-NN         | Правительство Руанды        | близ Кигали              | 12/12   | Разбился при заходе на посадку; сбит из ПЗРК организацией РПФ, ответивший таким образом на притеснение в Руанде. Погибли находившиеся на борту президент Руанды Жювеналь Хабиаримана и президент Бурунди Сиприен Нтарьямира. |
| 13.08.2010 | F-HAIR         | Natixis Lease               | Париж                    | 0/4     | Во время посадки сошёл с полосы и получил серьёзные повреждения. |
| 16.10.2014 | UR-CCC         | CABI Airlines               | Донецк                   | 0/0     | Личный самолёт одного из украинских предпринимателей (вероятно, Рината Ахметова), уничтожен в ходе вооружённого боестолкновения в аэропорту г. Донецк.                                                                       |
| 20.10.2014 | F-GLSA         | Unijet                      | Внуково                  | 4/4     | При взлёте столкнулся со снегоуборочной машиной. Погиб находившийся на борту главный управляющий нефтегазовой компанией «Total» Кристоф де Маржери.                                                                          |
| 27.09.2018 | N114TD         | Air America Flight Services | Гринвилл                 | 2/4     | После посадки выкатился за пределы ВПП. Экипаж не выключил антиблокировочную тормозную систему, которая была неисправна. |
| 27.02.2020 | N951DJ         | частный                     | Торонто                  | 0/0     | Сгорел на стоянке. |